# Volvo Ocean Race 2011–2012

Logo des Volvo Ocean Race 2011-2012

Route des Volvo Ocean Race 2011-2012

Das Volvo Ocean Race 2011/2012 war eine Segelregatta, die am 29. Oktober 2011 in Alicante (Spanien) startete, Zielhafen war Galway in Irland. Bei der Rückkehr nach Europa wurde Lissabon als erstes angelaufen. An der Regatta waren sechs Teams beteiligt. Gewonnen wurde das Rennen durch das Groupama Sailing Team. Sieger der In-Port-Series wurde Puma Ocean Racing powered by Berg Propulsion.

## Regeländerungen
Obwohl auch bei dieser Auflage der Regatta Boote der VO70-Klasse zum Einsatz kamen, ergaben sich einige Änderungen im Regelwerk. Während in der Vergangenheit nur in bestimmten Häfen In-Port-Races stattfanden, wurden diese nun an allen Zwischenstopps durchgeführt. Außerdem wurden die Überseeetappen bei der Punktevergabe gegenüber den In-Port-Races aufgewertet. Die Punktevergabe an den sogenannten Scoring-Gates entfiel ganz. Aus technischer Sicht wurde der Bau von Testbooten verboten. Auch die Anzahl der erlaubten Modifikationen an Kiel, Ruder und Finnen wurde limitiert. Eine Begrenzung der Segelanzahl und der Ersatzteile (z. B. nur ein Ersatzmast) sollte auch Teams mit geringerem Etat die Teilnahme ermöglichen. Da die Präsentation der Regatta in den Medien wesentlich für deren Finanzierung war, wurde sogar die optische Gestaltung des Innenraums der Boote mit Wandverkleidungen und Werbung vorgeschrieben, um sie für Videoaufnahmen zu optimieren.

### Punktevergabe
Das Volvo Ocean Race 2011–2012 wurde als Etappenrennen ausgetragen. Sieger war das Team, welches am Ende der Regatta die meisten Punkte erzielt hatte.
| Platzierung  | 1. | 2. | 3. | 4. | 5. | 6. |
| ------------ | -- | -- | -- | -- | -- | -- |
| In-Port-Race | 06 | 05 | 04 | 03 | 02 | 01 |
| Etappe       | 30 | 25 | 20 | 15 | 10 | 05 |

In der Etappe oder im Inport-Race ausgeschiedene Boote erhielten keine Punkte.
Die Etappen zwei und drei wurden aufgrund der Piratengefahr vor Somalias Küste in jeweils zwei Abschnitte geteilt, weshalb ein modifiziertes Punktesystem angewendet wurde. Für die Platzierung des längeren Teilstücks wurden 80 % der Punkte vergeben, für das kürzere die verbleibenden 20 % der Punkte.

## Boote
Auch diese Regatta wurde wieder mit Booten der VO70-Klasse (Volvo Open 70) ausgetragen. Aufgrund der teils signifikanten Änderungen der Vorgaben im Vergleich zur vergangenen Auflage des Rennens wurden diese Boote auch analog zur dritten Version des Regelwerks als VO70 v3 bezeichnet. Obwohl auch beim letzten Rennen Yachten dieser Größe gesegelt wurden, gingen alle Teams mit Ausnahme von Team Sanya aufgrund der Regeländerungen mit Neubauten in das bevorstehende Rennen. Waren bei vergangenen Auflagen der Regatta noch große Teile der Strecke in den brüllenden Vierzigern zu segeln, so erforderte die geänderte Streckenführung des letzten Rennens, die mehrfach die Leichtwindgebiete der Kalmen und Rossbreiten passierte, eine entsprechende Berücksichtigung im Design der Boote.
Eckdaten der Boote:
- Länge: max. 21,5 m (ohne Bugspriet)
- Gesamtgewicht: 14000 kg – 14500 kg
- Gesamtgewicht des Kiels: max. 7400 kg
- Tiefgang: max. 4,5 m
- Großsegel: max. 175 m²
- Vorsegel/Genua: max. 180 m²
- Größter Spinnaker: max. 500 m²
- Normaler Spinnaker: max. 350 m²
- Hauptmaschine (Volvo Penta D2-75): 75 PS / 56 kW
- Einsatz einer regenerativen Energiequelle von 80 W zur Unterstützung der Bordelektrik (Solar, Wind oder Schleppgenerator)

## Teams
An der Regatta nahmen folgende Teams teil:
| Team                                         | Nation                         | Designer          | Skipper               | Punkte | Bemerkung |
| -------------------------------------------- | ------------------------------ | ----------------- | --------------------- | ------ | --------- |
| Groupama Sailing Team                        | Frankreich                     | Juan Kouyoumdjian | Franck Cammas (FRA)   | 253    |           |
| Camper with Emirates Team New Zealand        | Spanien                        | Marcelino Botin   | Chris Nicholson (AUS) | 231    |           |
| Puma Ocean Racing powered by Berg Propulsion | Vereinigte Staaten Deutschland | Juan Kouyoumdjian | Ken Read (USA)        | 226    |           |
| Team Telefónica                              | Spanien                        | Juan Kouyoumdjian | Iker Martínez (ESP)   | 213    |           |
| Abu Dhabi Ocean Racing Team                  | Vereinigte Arabische Emirate   | Bruce Farr        | Ian Walker (GBR)      | 131    |           |
| Team Sanya                                   | Volksrepublik China            | Bruce Farr        | Mike Sanderson (NZL)  | 51     |           |

## Etappen
Die Regatta umfasste folgende Etappen, In-Port Races und Pro-Am Races:
| Start             | Etappe       | Ort                                      | Strecke |
| ----------------- | ------------ | ---------------------------------------- | ------- |
| 29. Oktober 2011  | In-Port Race | Alicante (Spanien)                       |         |
| 30. Oktober 2011  | Pro-Am Race  | Alicante (Spanien)                       |         |
| 5. November 2011  | Etappe 1     | Alicante – Kapstadt                      | 6500 nm |
| 9. Dezember 2011  | In-Port Race | Kapstadt (Südafrika)                     |         |
| 10. Dezember 2011 | Pro-Am Race  | Kapstadt (Südafrika)                     |         |
| 11. Dezember 2011 | Etappe 2a    | Kapstadt – Malé1)                        | 5430 nm |
|                   | Etappe 2b    | Sharjah1) – Abu Dhabi                    | 5430 nm |
| 12. Januar 2012   | Pro-Am Race  | Abu Dhabi (Vereinigte Arabische Emirate) |         |
| 13. Januar 2012   | In-Port Race | Abu Dhabi (Vereinigte Arabische Emirate) |         |
| 14. Januar 2012   | Etappe 3a    | Abu Dhabi – Sharjah1)                    | 4600 nm |
|                   | Etappe 3b    | Malé1) – Sanya                           | 4600 nm |
| 17. Februar 2012  | Pro-Am Race  | Sanya (China)                            |         |
| 18. Februar 2012  | In-Port Race | Sanya (China)                            |         |
| 19. Februar 2012  | Etappe 4     | Sanya – Auckland                         | 5220 nm |
| 16. März 2012     | Pro-Am Race  | Auckland (Neuseeland)                    |         |
| 17. März 2012     | In-Port Race | Auckland (Neuseeland)                    |         |
| 18. März 2012     | Etappe 5     | Auckland – Itajaí                        | 6705 nm |
| 20. April 2012    | Pro-Am Race  | Itajaí (Brasilien)                       |         |
| 21. April 2012    | In-Port Race | Itajaí (Brasilien)                       |         |
| 22. April 2012    | Etappe 6     | Itajaí – Miami                           | 3590 nm |
| 18. Mai 2012      | Pro-Am Race  | Miami (USA)                              |         |
| 19. Mai 2012      | In-Port Race | Miami (USA)                              |         |
| 20. Mai 2012      | Etappe 7     | Miami – Lissabon                         | 3590 nm |
| 8. Juni 2012      | Pro-Am Race  | Lissabon (Portugal)                      |         |
| 9. Juni 2012      | In-Port Race | Lissabon (Portugal)                      |         |
| 10. Juni 2012     | Etappe 8     | Lissabon – Lorient                       | 1940 nm |
| 29. Juni 2012     | Pro-Am Race  | Lorient (Frankreich)                     |         |
| 30. Juni 2012     | In-Port Race | Lorient (Frankreich)                     |         |
| 1. Juli 2012      | Etappe 9     | Lorient – Galway                         | 485 nm  |
| 6. Juli 2012      | Pro-Am Race  | Galway (Irland)                          |         |
| 7. Juli 2012      | In-Port Race | Galway (Irland)                          |         |

1)Aufgrund der anhaltenden Problematik mit Piraten in den Gewässern auf dieser Route wurde die Strecke nach und von Abu Dhabi nachträglich geändert. Die Yachten liefen von Kapstadt kommend den streng geheim gehaltenen Hafen Malé auf den Malediven an, wurden von dort per Frachtschiff nach Sharjah transportiert und nahmen dort das Rennen wieder auf. Das In-Port-Rennen fand wie geplant statt. Auf der weiteren Etappe nach Sanya wurde diese Vorgehensweise in umgekehrter Reihenfolge wiederholt. Da Abu Dhabi Heimat eines der teilnehmenden Teams und eines wichtigen Sponsors ist, konnte dieser Hafen nicht einfach komplett gestrichen werden.

### Entwicklung von Punktestand und Gesamtplatzierung

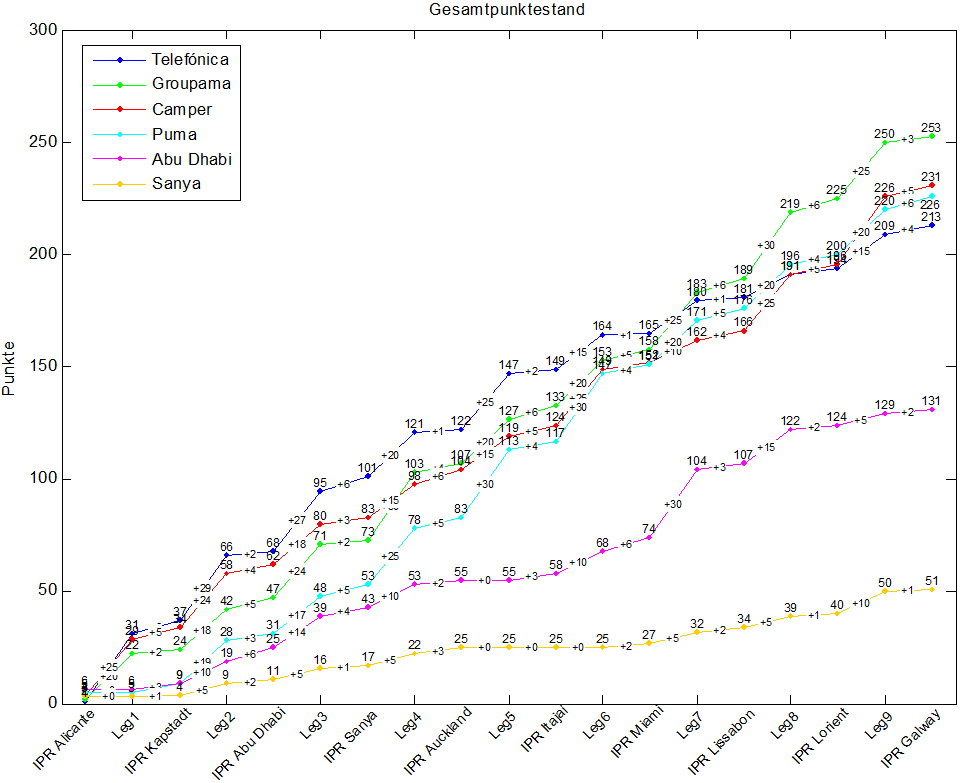
Entwicklung des Gesamtpunktestandes

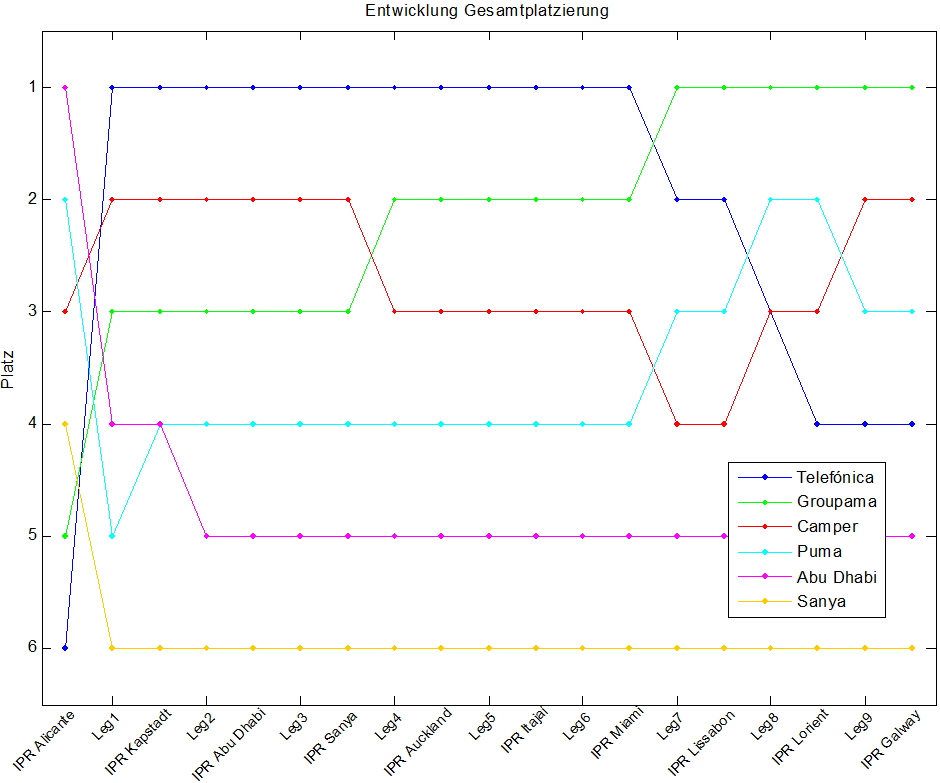
Entwicklung der Platzierung

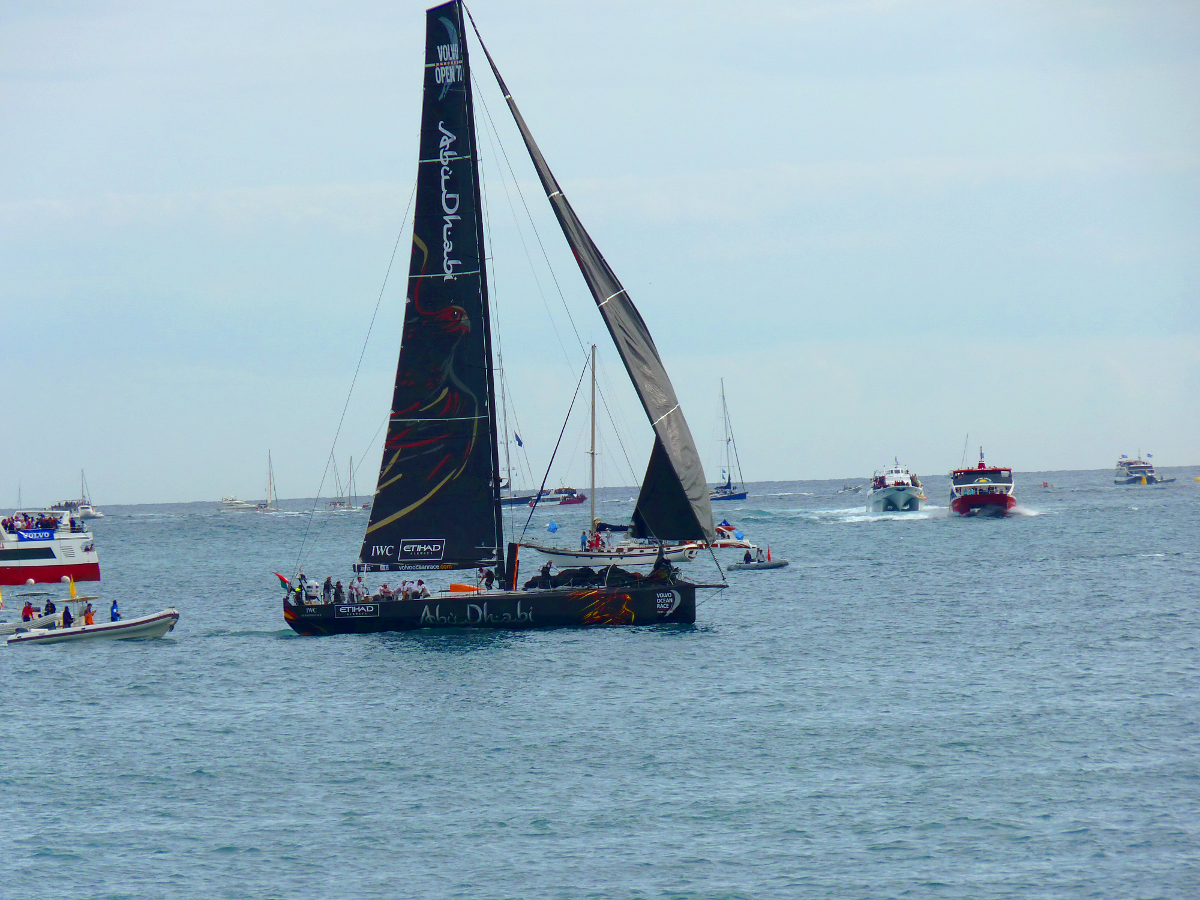
Abu Dhabi im Ziel

Camper Crew

## Rennberichte

### In-Port-Race Alicante
Das erste In-Port Race des Volvo Ocean Race 2011–2012 startete am 29. Oktober 2011 um 14 Uhr. Das Team von Abu Dhabi Ocean Racing überquerte die Startlinie ziemlich genau zum Startschuss und konnte diesen Vorsprung bis ins Ziel retten.
| Platz | Team                                         | Zeit       | Punkte | Bemerkung                                              |
| ----- | -------------------------------------------- | ---------- | ------ | ------------------------------------------------------ |
| 1     | Abu Dhabi Ocean Racing Team                  | 53m 44s    | 6      |                                                        |
| 2     | Puma Ocean Racing powered by Berg Propulsion | 1h 07m 58s | 5      |                                                        |
| 3     | Camper with Emirates Team New Zealand        | 1h 10m 11s | 4      |                                                        |
| 4     | Team Sanya                                   | 1h 10m 43s | 3      |                                                        |
| 5     | Groupama Sailing Team                        | 1h 11m 11s | 2      | Ein Protest von Groupama gegen Camper wurde abgelehnt. |
| 6     | Team Telefónica                              | 1h 12m 08s | 1      |                                                        |

### Pro-Am-Race Alicante
Rennen 1:
1. Groupama, 2. Puma, 3. Camper, 4. Abu Dhabi, 5. Sanya, Telefónica disqualifiziert
Rennen 2:
1. Puma, 2. Groupama, 3. Telefónica, 4. Camper, 5. Abu Dhabi, Sanya disqualifiziert
Rennen 3:
1. Groupama, 2. Puma, 3. Sanya, 4. Telefónica, 5. Abu Dhabi, 6. Camper
| Platz | Team                                         | Punkte |
| ----- | -------------------------------------------- | ------ |
| 1     | Groupama Sailing Team                        | 01)    |
| 2     | Puma Ocean Racing powered by Berg Propulsion | 01)    |
| 3     | Camper with Emirates Team New Zealand        | 01)    |
| 4     | Team Telefónica                              | 01)    |
| 5     | Abu Dhabi Ocean Racing Team                  | 01)    |
| 6     | Team Sanya                                   | 01)    |

1)Ergebnisse zählen nicht in die Wertung

### 1. Etappe Alicante – Kapstadt
Die erste Etappe des Volvo Ocean Race 2011–2012 wurde am 5. November 2011 in Alicante gestartet. Die erste Offshoreetappe der Regatta wurde von vielen Schäden an den Booten überschattet, von denen drei für dieses Teilstück aufgeben mussten. Bereits in der ersten Nacht brach der Mast bei Abu Dhabi Ocean Racing. Wenig später kollidierte das Team Sanya wahrscheinlich mit einem Stück Treibgut. Der Rumpf wurde dabei so schwer beschädigt, dass die Yacht das Rennen aufgeben und den nächstgelegenen Hafen in Motril anlaufen musste. Auch das Team Puma Ocean Racing musste die Etappe vorzeitig beenden und unter Maschine Tristan da Cunha anlaufen, nachdem am 21. November 2011 im Südatlantik der Mast gebrochen war. Camper hatte einen Backstagbruch zu verzeichnen, erreichte das Ziel jedoch trotzdem ohne weitere Folgeschäden.
| Platz | Team                                         | Zeit            | Punkte | Bemerkung                         |
| ----- | -------------------------------------------- | --------------- | ------ | --------------------------------- |
| 1     | Team Telefónica                              | 21d 05h 14m 25s | 30     |                                   |
| 2     | Camper with Emirates Team New Zealand        | 21d 21h 48m 04s | 25     |                                   |
| 3     | Groupama Sailing Team                        | 24d 04h 28m 31s | 20     |                                   |
| -     | Puma Ocean Racing powered by Berg Propulsion | DNF             | 0      | aufgegeben wegen Mastbruch        |
| -     | Team Sanya                                   | DNF             | 0      | aufgegeben wegen Schäden am Rumpf |
| -     | Abu Dhabi Ocean Racing Team                  | DNF             | 0      | aufgegeben wegen Mastbruch        |

### In-Port-Race Kapstadt

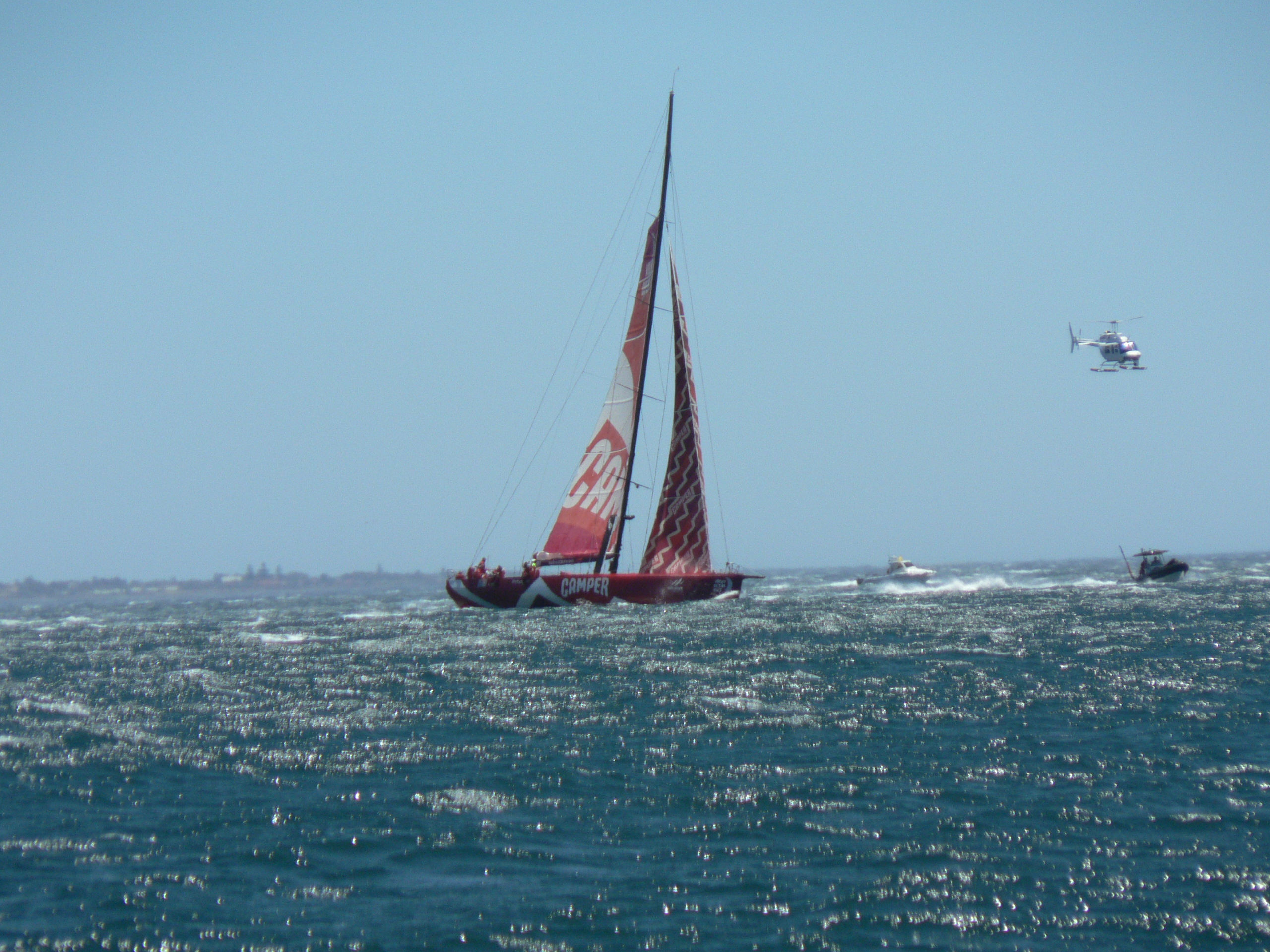
Camper in den Gewässern vor Kapstadt

| Platz | Team                                         | Zeit       | Punkte | Punktestand | Bemerkung |
| ----- | -------------------------------------------- | ---------- | ------ | ----------- | --------- |
| 1     | Team Telefónica                              | 0h 52m 55s | 6      | 37          |           |
| 2     | Camper with Emirates Team New Zealand        | 0h 53m 38s | 5      | 34          |           |
| 3     | Puma Ocean Racing powered by Berg Propulsion | 0h 53m 47s | 4      | 9           |           |
| 4     | Abu Dhabi Ocean Racing Team                  | 0h 54m 14s | 3      | 9           |           |
| 5     | Groupama Sailing Team                        | 0h 54m 44s | 2      | 24          |           |
| 6     | Team Sanya                                   | 0h 57m 05s | 1      | 4           |           |

### 2. Etappe Kapstadt – Abu Dhabi
Am 11. Dezember 2011 startete das Regattafeld in Kapstadt zur zweiten Etappe. Aufgrund der anhaltenden Piratenproblematik im nordwestlichen Teil des Indischen Ozeans wurde die zweite Etappe in zwei Teile unterteilt. Der erste führte die Flotte von Kapstadt nach Malé auf den Malediven. Das Ziel wurde der Öffentlichkeit jedoch erst nach Start des zweiten Teils der dritten Etappe bekanntgegeben. In Führung liegend musste das Team Sanya aufgrund eines Schadens im Rigg am 19. Dezember einen Hafen auf Madagaskar anlaufen. In Malé wurden die Boote auf ein Frachtschiff verladen und nach Sharjah gebracht. Von dort aus starteten sie am 4. Januar 2012 zum zweiten 98 nm langen Teil der zweiten Etappe. Am 7. Januar 2012 nahm Sanya das Rennen zu dem unbekannten Hafen wieder auf, um sich die Punkte für das erste Teilstück der zweiten Etappe trotz der Rennunterbrechung doch noch zu sichern. Von dort aus kehrte das Team mit dem zweiten Teilstück der dritten Etappe in den regulären Rennverlauf zurück.
| Platz | Team                                         | Zeit Etappe 2a  | Punkte Etappe 2a1) | Zeit Etappe 2b | Punkte Etappe 2b1) | Punkte gesamt | Bemerkung                                   |
| ----- | -------------------------------------------- | --------------- | ------------------ | -------------- | ------------------ | ------------- | ------------------------------------------- |
| 1     | Team Telefónica                              | 15d 04h 57m 19s | 24                 | 0d 06h 53m 01s | 5                  | 29            |                                             |
| 2     | Camper with Emirates Team New Zealand        | 15d 04h 59m 16s | 20                 | 0d 06h 57m 48s | 4                  | 24            |                                             |
| 3     | Puma Ocean Racing powered by Berg Propulsion | 15d 10h 33m 09s | 16                 | 0d 06h 58m 38s | 3                  | 19            |                                             |
| 4     | Groupama Sailing Team                        | 15d 13h 04m 19s | 12                 | 0d 06h 52m 09s | 6                  | 18            |                                             |
| 5     | Abu Dhabi Ocean Racing Team                  | 15d 19h 56m 37s | 8                  | 0d 07h 02m 21s | 2                  | 10            |                                             |
| 6     | Team Sanya                                   | 39d 6h 3m 15s   | 5                  | DNS            | 0                  | 5             | Bruch im Rigg während des ersten Teilstücks |

1)Aufgrund der Aufteilung der zweiten Etappe in zwei Teile, werden für die erste Teilstrecke 80 % und für die zweite Teilstrecke 20 % der Gesamtpunkte für diese Etappe vergeben.

### In-Port-Race Abu Dhabi
| Platz | Team                                         | Zeit    | Punkte | Punktestand | Bemerkung |
| ----- | -------------------------------------------- | ------- | ------ | ----------- | --- |
| 1     | Abu Dhabi Ocean Racing Team                  | 57m 51s | 6      | 26          | |
| 2     | Groupama Sailing Team                        | 58m 48s | 5      | 67          | |
| 3     | Camper with Emirates Team New Zealand        | 60m 47s | 4      | 62          | |
| 4     | Puma Ocean Racing powered by Berg Propulsion | 62m 22s | 3      | 31          | |
| 5     | Team Telefónica                              | 62m 47s | 2      | 68          | |
| -     | Team Sanya                                   | DNS     | 2      | 11          | Da Team Sanya Etappe 2 Teil 1 unter Rennbedingungen abschloss, erhält es 2 Punkte für das In-Port Race in Abu Dhabi |

### 3. Etappe Abu Dhabi – Sanya
| Platz | Team                                         | Zeit Etappe 3a | Punkte Etappe 3a1) | Zeit Etappe 3b  | Punkte Etappe 3b1) | Punkte gesamt | Bemerkung |
| ----- | -------------------------------------------- | -------------- | ------------------ | --------------- | ------------------ | ------------- | --------- |
| 1     | Team Telefónica                              | 0d 06h 34m 45s | 3                  | 12d 19h 58m 21s | 24                 | 27            |           |
| 2     | Groupama Sailing Team                        | 0d 06h 33m 09s | 4                  | 12d 21h 45m 24s | 20                 | 24            |           |
| 3     | Camper with Emirates Team New Zealand        | 0d 06h 38m 34s | 2                  | 12d 23h 28m 23s | 16                 | 18            |           |
| 4     | Puma Ocean Racing powered by Berg Propulsion | 0d 06h 31m 01s | 5                  | 13d 00h 29m 12s | 12                 | 17            |           |
| 5     | Abu Dhabi Ocean Racing Team                  | 0d 06h 29m 45s | 6                  | 13d 03h 05m 16s | 8                  | 14            |           |
| 6     | Team Sanya                                   | DNS            | 1                  | 14d 04h 35m 16s | 4                  | 5             |           |

1)Aufgrund der Aufteilung der dritten Etappe in zwei Teile, werden für die erste Teilstrecke 20 % und für die zweite Teilstrecke 80 % der Gesamtpunkte für diese Etappe vergeben.

### In-Port-Race Sanya
| Platz | Team                                         | Zeit       | Punkte | Punktestand | Bemerkung |
| ----- | -------------------------------------------- | ---------- | ------ | ----------- | --------- |
| 1     | Team Telefónica                              | 0h 58m 37s | 6      | 101         |           |
| 2     | Puma Ocean Racing powered by Berg Propulsion | 0h 59m 18s | 5      | 53          |           |
| 3     | Abu Dhabi Ocean Racing Team                  | 1h 02m 57s | 4      | 43          |           |
| 4     | Camper with Emirates Team New Zealand        | 1h 04m 12s | 3      | 83          |           |
| 5     | Groupama Sailing Team                        | 1h 05m 28s | 2      | 73          |           |
| 6     | Team Sanya                                   | 1h 05m 50s | 1      | 17          |           |

### 4. Etappe Sanya-Auckland
Zum Zeitpunkt des Starts der vierten Etappe am 19. Februar 2012 herrschten im Südchinesischen Meer schwere Wetterverhältnisse mit stürmischen Winden und Wellenhöhen von über acht Metern. Zur Sicherheit der Boote und ihrer Mannschaften entschied die Rennleitung, die Etappe zu unterteilen. Es wurde zum geplanten Zeitpunkt gestartet, allerdings nicht mit Ziel Auckland. Stattdessen absolvierten die Yachten einen ca. 43 nm langen Kurs in Küstennähe und kehrten anschließend wieder in den Hafen zurück. Die Teams erreichten das Zwischenziel in der Reihenfolge Telefónica, Groupama, Abu Dhabi, Sanya, CAMPER schließlich Puma. Für dieses Teilstück wurden keine Punkte vergeben. Allerdings wurde die eigentliche Etappe nach Auckland dann in genau dieser Reihenfolge mit den entsprechenden Rückständen beginnend mit Telefónica um 23 Uhr UTC gestartet.
Auf den letzten Meilen der Etappe trat auf Groupama ein Leck in der Bugsektion auf, durch das ca. 1,5 m³ Wasser eindrangen. Aufgrund der starken Wellen waren im Bugbereich Delaminationsschäden aufgetreten. Das Leck konnte jedoch abgedichtet werden und Groupama den Vorsprung ins Ziel retten.
| Platz | Team                                         | Zeit            | Punkte | Punktestand | Bemerkung |
| ----- | -------------------------------------------- | --------------- | ------ | ----------- | --------- |
| 1     | Groupama Sailing Team                        | 19d 15h 35m 54s | 30     | 103         |           |
| 2     | Puma Ocean Racing powered by Berg Propulsion | 20d 03h 57m 50s | 25     | 78          |           |
| 3     | Team Telefónica                              | 20d 04h 45m 22s | 20     | 121         |           |
| 4     | Camper with Emirates Team New Zealand        | 20d 04h 46m 55s | 15     | 98          |           |
| 5     | Abu Dhabi Ocean Racing Team                  | 20d 05h 20m 35s | 10     | 53          |           |
| 6     | Team Sanya                                   | 20d 05h 55m 43s | 5      | 22          |           |

### In-Port-Race Auckland
| Platz | Team                                         | Zeit    | Punkte | Punktestand | Bemerkung |
| ----- | -------------------------------------------- | ------- | ------ | ----------- | --------- |
| 1     | Camper with Emirates Team New Zealand        | 60m 38s | 6      | 104         |           |
| 2     | Puma Ocean Racing powered by Berg Propulsion | 61m 32s | 5      | 83          |           |
| 3     | Groupama Sailing Team                        | 62m 04s | 4      | 107         |           |
| 4     | Team Sanya                                   | 62m 58s | 3      | 25          |           |
| 5     | Abu Dhabi Ocean Racing Team                  | 63m 30s | 2      | 55          |           |
| 6     | Team Telefónica                              | 64m 05s | 1      | 122         |           |

### 5. Etappe Auckland – Itajai
In dieser sehr ereignisreichen Etappe kam es bei fünf der sechs teilnehmenden Rennboote zu so erheblichen Schäden, dass sie entweder zwecks Reparaturen das Rennen vorübergehend unterbrechen und einen Hafen anlaufen oder sogar die Etappe ganz aufgeben mussten.
Bereits sechs Stunden nach dem Start brach bei Abu Dhabi aufgrund des schweren Wetters ein Schott im Bugbereich, über das die Kräfte der kleinen Fock in die Rumpfstruktur eingeleitet werden. Skipper Ian Walker entschied daraufhin, nach Auckland zurückzukehren, um dort den Schaden von der Shorecrew reparieren zu lassen. Da zum Zeitpunkt der Rückkehr ins Rennen schweres Wetter mit Böen bis Windstärke 11 an der neuseeländischen Küste herrschte, drehte Abu Dhabi noch für ein paar Stunden im Schutz der Insel bei, bevor sie das Rennen wieder aufnahmen.
Auf Puma verletzten sich ein Crewmitglied am Rücken, ein anderes kugelte sich die Schulter aus. Überlegungen, die Chatham-Inseln anzulaufen, um dort die verletzten Crewmitglieder abzubergen, wurden jedoch schließlich aufgrund der Besserung von Wetter und Gesundheitszustand wieder verworfen.
In Führung liegend brach am 22. März auf Sanya der Ruderschaft des Steuerbordruders. Der Wassereinbruch konnte gestoppt werden, doch Skipper Mike Sanderson entschloss sich trotzdem, nach Neuseeland umzukehren.
Auch Camper blieb nicht ohne Schaden. Wie bereits bei Abu Dhabi löste sich ein Schott im vorderen Rumpfbereich. Der Schaden konnte jedoch in einer Zeit mit schwächerem Wind provisorisch repariert werden. Dennoch lief Camper zwecks gründlicher Reparaturen den Hafen von Puerto Montt (Chile) an und unterbrach für 5 Tage das Rennen.
Als Nächstes traf es Telefónica, das von schweren Wogen auf die Seite geworfen wurde und strukturelle Schäden am Rumpf erlitt. Zunächst verlangsamte das Team die Geschwindigkeit und kündigte an, den Hafen von Ushuaia (Argentinien) für die Reparaturen anzulaufen. Während Groupama und kurz darauf Puma Kap Hoorn rundeten, wurde der Plan von Team Telefónica dahingehend optimiert, dass ein kleines Boot der Landcrew dem Rennboot zu einer nahe Kap Hoorn gelegenen Insel entgegenfuhr, und die Reparaturen innerhalb von nur 17 Stunden in der Wildnis durchgeführt wurden. Gleichzeitig wurde ein verletztes Crew-Mitglied, der Bugmann Antonio "Ñeti" Cuervas-Mons, abgeborgen. Danach nahm Telefónica das Rennen und die Verfolgung der führenden Boote wieder auf.
Diese beiden Boote lieferten sich derweil dicht vor der argentinischen Küste in einem instabilen und schwachwindigen Wettersystem ein Kopf-an-Kopf-Rennen. Telefónica konnte ein weitaus besseres Wettergebiet weiter östlich nutzen, um den Rückstand von etwa 440 Seemeilen innerhalb von zwei Tagen auf etwa 56 Seemeilen zu verkürzen. 600 nm vor dem Ziel, etwa 60 nm südlich von Punta del Este (Uruguay), hatte Groupama in Führung liegend Mastbruch. Das Boot unterbrach das Rennen und lief den Hafen von Punta del Este an. Nach Bewertung des Schadens entschied sich das Team, das Boot nur behelfsmäßig zu reparieren und unter Notrigg bis ins Ziel zu fahren.
Auf den letzten 200 Seemeilen der Etappe kam Telefónica zwar bis auf 0,5 nm an Puma heran, diese konnten die Führung jedoch erfolgreich mit Covering-Taktik bis ins Ziel verteidigen. Die beiden Boote liefen am 6. April in Itajai nach 6.705 nm auf Sichtweite und mit einem Abstand von nur 12:38 Minuten über die Linie. Groupama schloss die Etappe am 10. April ab und konnte sich somit den dritten Platz und 20 Punkte sichern. Schließlich und 11 Tage später erreichte auch Camper Itajai und beendete die Etappe.
| Platz | Team                                         | Zeit            | Punkte | Punktestand | Bemerkung                                                                                                 |
| ----- | -------------------------------------------- | --------------- | ------ | ----------- | --- |
| 1     | Puma Ocean Racing powered by Berg Propulsion | 19d 18h 09m 50s | 30     | 113         | einziges Boot ohne bedeutende Schäden in der 5. Etappe                                                    |
| 2     | Team Telefónica                              | 19d 18h 22m 28s | 25     | 147         | vorübergehende Unterbrechung des Rennens wegen Reparatur von Rumpfschäden                                 |
| 3     | Groupama Sailing Team                        | 23d 12h 58m 44s | 20     | 127         | vorübergehende Unterbrechung des Rennens wegen Mastbruchs                                                 |
| 4     | Camper with Emirates Team New Zealand        | 30d 11h 35m 43s | 15     | 119         | vorübergehende Unterbrechung des Rennens wegen Reparatur von Rumpfschäden                                 |
| -     | Abu Dhabi Ocean Racing Team                  | DNF             | 0      | 55          | Rückkehr nach Auckland wegen Reparatur eines losen Schotts; aufgegeben wegen schwerwiegender Rumpfschäden |
| -     | Team Sanya                                   | DNF             | 0      | 25          | aufgegeben wegen schwerwiegender Rumpfschäden                                                             |

### In-Port-Race Itajai
Telefónica war bis zur Bahnmarke Nummer 3 in Führung liegend als sie an Bahnmarke Nummer 4 die falsche Bahnmarke rundeten. Ihren Fehler erkannten sie erst, als sie bereits mit gesetztem Gennaker auf Raumwindkurs zur Bahnmarke Nummer 5 waren. Durch das notwendige Bergen des Gennakers und Zurückkreuzen zur Bahnmarke Nummer 4, konnten sie das Rennen nur als letztes der gestarteten Boote beenden.
| Platz | Team                                         | Zeit    | Punkte | Punktestand | Bemerkung |
| ----- | -------------------------------------------- | ------- | ------ | ----------- | --------- |
| 1     | Groupama Sailing Team                        | 46m 27s | 6      | 133         |           |
| 2     | Camper with Emirates Team New Zealand        | 47m 42s | 5      | 124         |           |
| 3     | Puma Ocean Racing powered by Berg Propulsion | 47m 32s | 4      | 117         |           |
| 4     | Abu Dhabi Ocean Racing Team                  | 48m 00s | 3      | 58          |           |
| 5     | Team Telefónica                              | 52m 07s | 2      | 149         |           |
| -     | Team Sanya                                   | DNS     | 0      | 25          |           |

### 6. Etappe Itajai – Miami
| Platz | Team                                         | Zeit            | Punkte | Punktestand | Bemerkung |
| ----- | -------------------------------------------- | --------------- | ------ | ----------- | --------- |
| 2     | Puma Ocean Racing powered by Berg Propulsion | 17d 01h 13m 59s | 30     | 147         |           |
| 4     | Camper with Emirates Team New Zealand        | 17d 02h 21m 24s | 25     | 149         |           |
| 1     | Groupama Sailing Team                        | 17d 07h 29m 03s | 20     | 153         |           |
| 3     | Team Telefónica                              | 18d 08h 06m 38s | 15     | 164         |           |
| 5     | Abu Dhabi Ocean Racing Team                  | 17d 15h 57m 37s | 10     | 68          |           |
| 6     | Team Sanya                                   | DNS             | 0      | 25          |           |

### In-Port-Race Miami
| Platz | Team                                         | Zeit        | Punkte | Punktestand | Bemerkung |
| ----- | -------------------------------------------- | ----------- | ------ | ----------- | --------- |
| 1     | Abu Dhabi Ocean Racing Team                  | 01h 14m 14s | 6      | 74          |           |
| 2     | Groupama Sailing Team                        | 01h 14m 35s | 5      | 158         |           |
| 3     | Puma Ocean Racing powered by Berg Propulsion | 01h 16m 09s | 4      | 151         |           |
| 4     | Camper with Emirates Team New Zealand        | 01h 16m 17s | 3      | 152         |           |
| 5     | Team Sanya                                   | 01h 17m 03s | 2      | 27          |           |
| 6     | Team Telefónica                              | 01h 20m 35s | 1      | 165         |           |

### 7. Etappe Miami – Lissabon
| Platz | Team                                         | Zeit            | Punkte | Punktestand | Bemerkung |
| ----- | -------------------------------------------- | --------------- | ------ | ----------- | --------- |
| 1     | Abu Dhabi Ocean Racing Team                  | 11d 04h 16m 33s | 30     | 104         |           |
| 2     | Groupama Sailing Team                        | 11d 04h 29m 21s | 25     | 183         |           |
| 3     | Puma Ocean Racing powered by Berg Propulsion | 11d 06h 26m 51s | 20     | 171         |           |
| 4     | Team Telefónica                              | 11d 08h 28m 26s | 15     | 180         |           |
| g     | Camper with Emirates Team New Zealand        | 11d 08h 30m 08s | 10     | 162         |           |
| 6     | Team Sanya                                   | 11d 08h 44m 24s | 5      | 32          |           |

### In-Port-Race Lissabon
| Platz | Team                                         | Zeit        | Punkte | Punktestand | Bemerkung |
| ----- | -------------------------------------------- | ----------- | ------ | ----------- | --------- |
| 1     | Groupama Sailing Team                        | 01h 01m 22s | 6      | 189         |           |
| 2     | Puma Ocean Racing powered by Berg Propulsion | 01h 01m 44s | 5      | 176         |           |
| 3     | Camper with Emirates Team New Zealand        | 01h 02m 30s | 4      | 166         |           |
| 4     | Abu Dhabi Ocean Racing Team                  | 01h 03m 08s | 3      | 107         |           |
| 5     | Team Sanya                                   | 01h 04m 50s | 2      | 34          |           |
| 6     | Team Telefónica                              | 01h 05m 39s | 1      | 181         |           |

### 8. Etappe Lissabon – Lorient
Auf dem Weg zurück von den Azoren nach Lorient wurde die Flotte mit einem kräftigen Tief konfrontiert. In Führung liegend brach bei Telefonica am 15. Juni bei einer Halse ein Ruderblatt. Auch das installierte Ersatzruder ging kurz darauf bei einer Patenthalse zu Bruch. Daher konnte das Team die Etappe nur noch mit verminderter Fahrt fortsetzen. Doch auch andere Teams hatten mit den Bedingungen zu kämpfen. Bei Groupama musste Bugmann Brad Marsh bei schwerer See das Großfall im Masttop klarieren.
| Platz | Team                                         | Zeit            | Punkte | Punktestand | Bemerkung             |
| ----- | -------------------------------------------- | --------------- | ------ | ----------- | --------------------- |
| 1     | Groupama Sailing Team                        | 04d 23h 31m 02s | 30     | 219         |                       |
| 2     | Camper with Emirates Team New Zealand        | 05d 00h 30m 09s | 25     | 191         |                       |
| 3     | Puma Ocean Racing powered by Berg Propulsion | 05d 00h 43m 04s | 20     | 196         |                       |
| 4     | Abu Dhabi Ocean Racing Team                  | 05d 02h 17m 25s | 15     | 122         |                       |
| 5     | Team Telefónica                              | 05d 08h 40m 26s | 10     | 191         | zweifacher Ruderbruch |
| 6     | Team Sanya                                   | 05d 08h 59m 41s | 5      | 39          |                       |

### In-Port-Race Lorient
| Platz | Team                                         | Zeit       | Punkte | Punktestand | Bemerkung |
| ----- | -------------------------------------------- | ---------- | ------ | ----------- | --------- |
| 1     | Groupama Sailing Team                        | 0h 56m 12s | 6      | 225         |           |
| 3     | Camper with Emirates Team New Zealand        | 0h 56m 25s | 5      | 196         |           |
| 2     | Puma Ocean Racing powered by Berg Propulsion | 0h 56m 36s | 4      | 200         |           |
| 6     | Team Telefónica                              | 0h 57m 46s | 3      | 194         |           |
| 4     | Abu Dhabi Ocean Racing Team                  | 0h 58m 00s | 2      | 124         |           |
| 5     | Team Sanya                                   | 1h 00m 57s | 1      | 40          |           |

### 9. Etappe Lorient – Galway
| Platz | Team                                         | Zeit            | Punkte | Punktestand | Bemerkung |
| ----- | -------------------------------------------- | --------------- | ------ | ----------- | --------- |
| 1     | Camper with Emirates Team New Zealand        | 01d 13h 40m 13s | 30     | 226         |           |
| 2     | Groupama Sailing Team                        | 01d 13h 47m 11s | 25     | 250         |           |
| 3     | Puma Ocean Racing powered by Berg Propulsion | 01d 13h 53m 01s | 20     | 220         |           |
| 4     | Team Telefónica                              | 01d 13h 57m 33s | 15     | 209         |           |
| 5     | Team Sanya                                   | 01d 16h 12m 27s | 10     | 50          |           |
| 6     | Abu Dhabi Ocean Racing Team                  | 01d 16h 21m 29s | 5      | 129         |           |

### In-Port-Race Galway
| Platz | Team                                         | Zeit       | Punkte | Punktestand | Bemerkung |
| ----- | -------------------------------------------- | ---------- | ------ | ----------- | --------- |
| 1     | Puma Ocean Racing powered by Berg Propulsion | 0h 53m 12s | 6      | 226         |           |
| 2     | Camper with Emirates Team New Zealand        | 0h 54m 31s | 5      | 231         |           |
| 3     | Team Telefónica                              | 0h 55m 08s | 4      | 213         |           |
| 4     | Groupama Sailing Team                        | 0h 55m 41s | 3      | 253         |           |
| 5     | Abu Dhabi Ocean Racing Team                  | 0h 57m 12s | 2      | 131         |           |
| 6     | Team Sanya                                   | 0h 57m 44s | 1      | 51          |           |